# Wildenberg (Bernbeuren)
Die Einöde Wildenberg ist ein Gemeindeteil von Bernbeuren im oberbayerischen Landkreis Weilheim-Schongau.

## Baudenkmäler
Siehe auch: Liste der Baudenkmäler in Bernbeuren#Andere Ortsteile
- Haus Nr. 1, ehemaliges Bauernhaus, im Kern Ende 17. Jahrhundert